# 18395 Schmiedmayer
18395 Schmiedmayer (1992 SH2) là một tiểu hành tinh vành đai chính được phát hiện ngày 21 tháng 9 năm 1992 bởi L. D. Schmadel và F. Borngen ở Tautenburg.